# Peetie Wheatstraw
William Bunch, más conocido como Peetie Wheatstraw (Ripley, Tennessee, 21 de diciembre de 1902 - San Luis, Misuri, 21 de diciembre de 1941), fue un pianista, guitarrista, compositor y cantante de blues, uno de los principales representantes del estilo de Saint Louis.
Se trata de uno de los bluesmen más influyentes de la primera mitad del siglo XX, alcanzando varias generaciones de artistas, como Big Bill Broonzy, Robert Johnson, Robert Nighthawk o el propio B.B. King. Como compositor, dejó un legado de más de 160 obras, buena parte de ellas clásicos del blues.
Se trasladó a Saint Louis en 1927 desde su pueblo natal, adquiriendo pronto un gran prestigio y el sobrenombre de "Sobrino del Diablo". Sus primeras grabaciones se realizaron en Chicago, en los años 1930 y pronto se convirtió en uno de los principales vendedores del estilo. Su enorme popularidad generó toda una corriente de imitadores. Como pianista, se convirtió en un acompañante muy demandado (Kokomo Arnold, Casey Bill Weldon, etc.). A finales de esa década, situado usualmente al frente de las listas de ventas, su influencia se extendió a artistas de otros géneros distintos del blues, hasta el punto de que ningún bluesman alcanzó una popularidad tan grande hasta B.B. King. El día de su trigésimo noveno cumpleaños, en 1941, falleció en un accidente de circulación cerca de su domicilio.